# Памятник Матросову (Уфа)
Памятник Александру Матросову — скульптура Героя Советского Союза А. М. Матросова, установленная в Уфе в парке им. В. И. Ленина.

## История
Автором памятника выступил скульптор Л. Ю. Эйдлин, архитектором — А. П. Грибов. Проект памятника был обсуждён в сентябре 1949 г. известными скульпторами страны и рекомендован к реализации в металле. Скульптура была отлита на ленинградском заводе «Монументскульптура».
Памятник Герою Советского Союза А. Матросову был установлен в Уфе 9 мая 1951 г. в парке, переименованном в честь героя. Памятник выполнен из бронзы, установлен на постаменте из розового гранита. Он представляет собой фигуру высотой в 2,5 метра в полный рост, в движении вперед, с автоматом в руках. На голове солдата — каска, поверх обмундирования — плащ-палатка. Надпись на постаменте гласит: «Герою Советского Союза Александру Матросову».
Первоначально памятник был установлен на центральной аллее. Позднее, на рубеже 1970-80-х гг. в связи с переименованием парка им. А. Матросова в парк им. В. И. Ленина памятник был перенесён на территорию Школы МВД. Примерно тогда же был открыт новый памятник А. Матросову и повторившему его подвиг М. Губайдуллину в парке Победы. 
Однако затем памятник вернули обратно в парк, но он был установлен уже не на центральной аллее, а немного в глубине парка.
Поэт Баязит Бикбай написал по поводу установки памятника:
«Все небо сплошь заволокло, и дождь унять нельзя. 

Но ветру и дождю назло брезент упал, скользя. 

Матросов! Словно на гранит с уральских горных круч, 

спустился сокол молодой, бесстрашен и могуч. 

В руке сжимая автомат, глядит на площадь он. 

Как будто в будущее, взгляд героя устремлен»